# Liborius Müller
Johann Liborius Müller (* um 1710; † 1753 in Heidelberg) war ein deutscher Orgelbauer mit Werkstattsitz in Heidelberg. Er baute hauptsächlich Orgeln in Baden und der Pfalz.

## Leben
Liborius Müller wurde um 1710 als zweiter Sohn des kurpfälzischen Land- und Hoforgelmachers Valentin Müller geboren. Er war als Orgelbauer in Heidelberg ansässig und heiratete in erster Ehe Sabina Eleonora Margaretha Grundlach. Vier gemeinsame Kinder wurden von 1731 bis 1738 in Heidelberg getauft. Nach dem Tod seiner ersten Ehefrau 1743, geht Müller im gleichen Jahr eine zweite Ehe mit Sophia Catharina Pfeiffer, der Tochter eines Heidelberger Bürgers und Säcklermeisters ein.
Sein älterer Bruder Johann Friedrich Ernst Müller war ebenfalls Orgelbauer und wurde der Nachfolger des Vaters.

## Werk

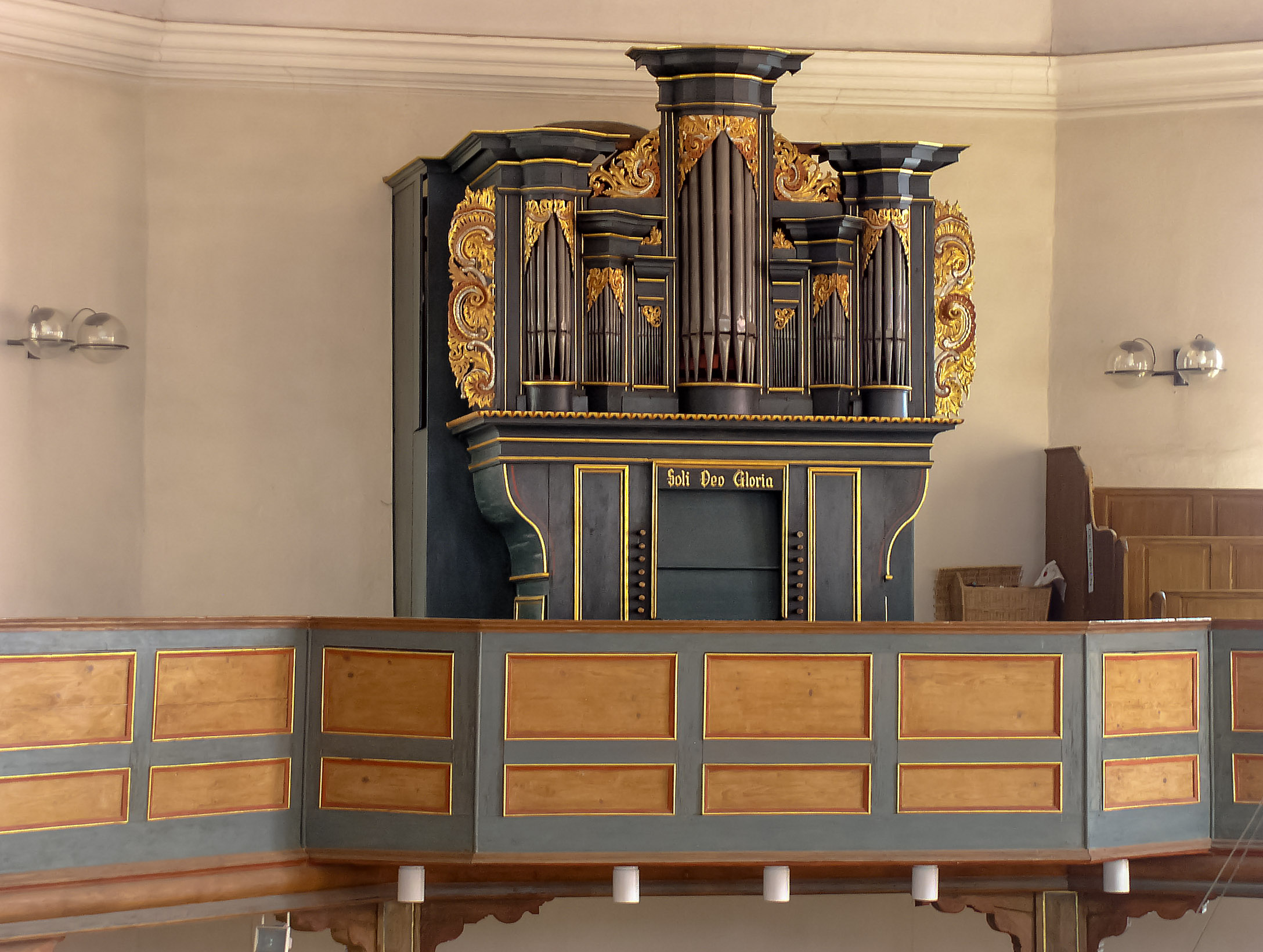
Orgel Liborius Müllers in der Speyerer Heiliggeistkirche

Die Orgel der Speyerer Heiliggeistkirche wurde im Zuge der Kirchenrenovierung nach der Wiederbesiedlung der Stadt von 1751 bis 1752 von Müller gebaut und ist weitgehend erhalten. Für seine Arbeit erhielt Müller 510 Gulden (fl.) Bis 1910 befand sich in der Protestantischen Kirche Flomersheims ein Zwillingsinstrument. Auch die zweitälteste erhaltene Barockorgel Badens (zugleich auch älteste erhaltene Orgel Nordbadens) wurde 1736 von Müller für die Hohenwarter Wallfahrtskirche Heilig Kreuz gebaut. Weitere Neubauten Müllers sind für die Heidelberger Jesuiten-Sodalität im Jahr 1734 und in Viernheim 1744 belegt.
Darüber hinaus renovierte er im Jahr 1740 die vorhandene Orgel der Evangelischen Pfarrkirche in Minfeld für 148 fl., 2 Kreuzer und 14 Pfennig. Nach der Fertigstellung des Orgelneubaus für die Brettener Kreuzkirche durch Philipp Heinrich Hasenmeyer im Jahr 1749 wurde „Liborius Müller Kunst Erfahrner orgelmacher Von Heydelberg“ für ebendiesen als Examinator berufen. Müller übte deutliche Kritik an Hasenmeyers Werk: „befindet sich das Werk dem äußern ansehen nach gut, was aber im Manual und Pedal die Windladen betrifft, so wird keine unstand sondern sie totaliter zu Verwerffen wie auch die Bläs Bälg die Von keiner dauer seind und Beständig seind bleiben können. Was die Register alle überhaupt anbelanget, so Spricht keines an nach seiner Manier wie Es seyn soll.“